# Parque nacional de Sipoonkorpi
El Parque nacional de Sipoonkorpi (en finés: Sipoonkorven kansallispuisto; en sueco: Sibbo storskog nationalpark) es un área protegida con el estatus de parque nacional que hace parte del país europeo de Finlandia. Fue establecido el 2 de marzo de 2011. Se encuentra entre los municipios de Helsinki, Vantaa y Sipoo en la región de Uusimaa. Posee una superficie estimada en 18,54 kilómetros cuadrados.